# نيل الابتهاج بتطريز الديباج
نيل الابتهاج بتطريز الديباج هو كتاب لأحمد بابا التنبكتي، وهو هامش على كتاب الديباج المذهب في معرفة أعيان علماء المذهب، لبرهان الدين إبراهيم بن فرحون قاضي المدينة المنورة المتوفى سنة 799هـ-1396م. وقد طبع هذا الكتاب بمدينة فاس في طبعة حجرية عام 1898 م. أصبح حجم هذا الهامش أكبر من الكتاب نفسه، بدأ أحمد بابا تأليف الكتاب في تنبكتو, وأتمه في مراكش، ثم وضع له تكملة سماها (تكملة الديباج) في ثمانية عشر جزءاً، إحتوت على تراجم أئمة المذهب المالكي.

## المرجع
1. ↑  "دار الكتب العلمية - بيروت - لبنان". Dar al Kotob al Ilmiyah - Beirut - Lebanon. مؤرشف من الأصل في 2020-06-17.
2. ↑  "دعوة الحق - التكامل الثقافي بين المغرب وإفريقيا في العصر الحديث من خلال المصادر الغربية". www.habous.gov.ma. مؤرشف من الأصل في 2019-12-25.
3. ↑  "قراءات افريقية". www.qiraatafrican.com. مؤرشف من الأصل في 2019-12-24.
4. ↑  جنان، كتبه: غزلان (30 يونيو 2015). "علماء وصلحاء مغاربة أبو الوليد بن الأحمر". مؤرشف من الأصل في 2015-07-02.
5. ↑  "كتاب جديد في مالي عن الفقه المالكي - بوابة فيتو". www.vetogate.com. 23 يوليو 2013. مؤرشف من الأصل في 2020-07-10.
6. ↑  بابا، محمد. "مخطوطات تمبكتو.. كنوز معرفية في الساحـــــــل الإفريقي - الكتب - زيارة إلى مكتبة - البيان". www.albayan.ae. مؤرشف من الأصل في 2019-12-14.